# Mus tenellus
Mus tenellus (Миша елегантна) — вид гризунів роду мишей (Mus).

## Опис
Гризун дрібних розмірів, з довжиною голови і тіла від 50 до 71 мм, довжина хвоста від 33 до 40 мм, довжина стопи між 11,5 і 14 мм, довжина вух від 8 до 11, 5 мм, вага до 18 г.

## Поширення
Країни поширення: Ефіопія, Кенія, Сомалі, Судан, Танзанія. Зустрічається на висоті нижче 2000 м над рівнем моря.

## Екологія
Цей вид зустрічається в районах сухих саван.